# Julio Alsogaray
Julio Alsogaray es un regatista argentino de las clases Optimist, Laser, Lightning y Snipe. 

## Campeonatos nacionales
Ganó cinco veces el Campeonato de Argentina de la clase Laser (2004, 2005, 2007, 2009 y 2018) y dos veces el Campeonato de Argentina de la clase Snipe (2022 y 2023).

## Campeonatos continentales
Ha ganado seis campeonatos de América del Sur en la clase Laser (2007, 2008, 2009, 2010, 2011, 2017), y uno en la clase Snipe (2024).

## Campeonatos mundiales
Ha sido campeón mundial en la clase Lightning (junto con Javier Conte y Paula Salerno) en 2017 y de la clase Snipe (con Malena Sciarra de tripulante) en 2024; medalla de bronce en el Campeonato Mundial de Optimist de 1994 y de plata en el Campeonato Mundial de Laser de 2008.

## Juegos olímpicos
Ha participado en tres Juegos Olímpicos:
- Pekín 2008, 7.º puesto en Laser.
- Londres 2012, 11.º puesto en Laser.
- Río de Janeiro 2016, 10.º puesto en Laser.

## Juegos panamericanos
- Río de Janeiro 2007, medalla de bronce en Laser.
- Guadalajara 2011, medalla de oro en Laser.
- Toronto 2015, 6.º en Laser.
- Santiago 2023, medalla de oro en Snipe.

## Juegos suramericanos
- Buenos Aires 2006, medalla de plata en Laser.
- Medellín 2010, medalla de oro en Laser.
- Santiago 2014, medalla de oro en Laser.

## Juegos suramericanos de playa
- Punta del Este 2009, medalla de oro en Laser.[4]
- Santa Marta 2023, medalla de oro en Snipe

## Galardones
Ganó el Premio Konex 2020 en la disciplina Yachting.